# Bulevardi Zogu I
De Bulevardi Zogu I ([bulɛvaɾdi zɔgu i paɾ(ə)]; ook vaak voluit gespeld als Bulevardi Zogu i Parë) is een boulevard in de Albanese hoofdstad Tirana. De laan verbindt het centrale Skanderbegplein in het zuiden met Sheshi Franc Nopca in het noorden, het kruispunt met de ringweg (Albanees: Unaza; op die plaats de Rruga Reshit Petrela) en de locatie van het station van Tirana. In de straat liggen een aantal hotels. 
De straat is genoemd naar Zog I van Albanië, die tussen 1928 en 1939 de enige koning in de geschiedenis van Albanië was. Ter gelegenheid van 's lands honderdjarige onafhankelijkheid in november 2012 werd er een standbeeld van de vorst onthuld.

## Zijstraten en voornaamste bouwwerken
Aan het begin van de laan liggen links het Nationaal Historisch Museum (Muzeu Historik Kombëtar) en het 15 verdiepingen tellende Tirana International Hotel, maar beide gebouwen hebben hun ingang op het Skanderbegplein. 
Zijstraten van de Bulevardi Zogu I zijn van zuid naar noord de Dedë Gjon Luli Straat (links)Urani Pano Straat (rechts)Maliq Muço Straat (links)Ferit Stërmasi Straat(rechts)Fortuzi Straat (links) Dervish Hatixhe Straat (rechts) Haxhi Hysen Dalliu Straat (links)Reshit Petrela Straat(rechts)Asim Vokshi Straat(links) Op de hoek met de Fortuzi Straat is het ministerie van Justitie (Ministria e Drejtësisë) gevestigd. Tussen het kruispunt de Bulevardi Zogu I met Fortuzi Straat en de Dervish Hatixhe St en Ferenc Nopçka Vierkant liggen de natuurwetenschappelijke faculteit van de Universiteit van Tirana (Universiteti i Tiranës) en het Obstetrisch en Gynaecologisch Universitair Ziekenhuis Koningin Geraldine (Spitali Universitar Obstetrik Gjinekologjik Mbretëresha Geraldinë) tegenover elkaar.